# Miasto Skopje
Wielkie Skopje (maced. Големо Скопје / Golemo Skopje) to jednostka administracyjna w Macedonii Północnej, otaczająca stolicę tego kraju – miasto Skopje. Składa się z dziesięciu gmin i jest częścią skopijskiego regionu statystycznego (скопски регион).
Ustrój Wielkiego Skopja jest zdefiniowany w Prawie Skopja.
Wielkie Skopje graniczy z Serbią oraz gminami: Araczinowo, Czuczer-Sandewo, Ilinden, Jegunowce, Lipkowo, Sopiszte, Studeniczani oraz Żelino.

## Gminy Wielkiego Skopja
| Gmina (Општина)               | Stolica gminy (Центар на Општината) | Powierzchnia (km²) | Ludność (2002) |
| ----------------------------- | ----------------------------------- | ------------------ | -------------- |
| Aerodrom (Аеродром)           | Aerodrom                            | 21,85              | 72 009         |
| Buteł (Бутел)                 | Buteł (Бутел)                       | 54,79              | 36 154         |
| Centar (Центар)               | Centar (Центар)                     | 7,52               | 45 412         |
| Czair (Чаир)                  | Czair (Чаир)                        | 3,52               | 64 773         |
| Gazi Baba (Гази Баба)         | Gazi Baba (Гази Баба)               | 110,86             | 72 617         |
| Dźorcze Petrow (Ѓорче Петров) | Dźorcze Petrow (Ѓорче Петров)       | 66,93              | 41 634         |
| Karposz (Карпош)              | Karposz (Карпош)                    | 35,21              | 59 666         |
| Kiseła Woda (Кисела Вода)     | Kisela Voda (Кисела Вода)           | 34,24              | 57 236         |
| Saraj (Сарај)                 | Saraj (Сарај)                       | 229,06             | 35 408         |
| Szuto Orizari (Шуто Оризари)  | Szuto Orizari (Шуто Оризари)        | 7,48               | 22 017         |
| Wielkie Skopje                | Całość                              | 1 818              | 515 419        |

## Demografia
Wg spisu ludności z roku 2002, populacja Skopje wynosiła 506 926 mieszkańców. Główne grupy ludności to Macedończycy (66,75%), Albańczycy (20,49%), Romowie (4,63%), Serbowie (2,82%), Turcy (1,7%), Boszniacy (1,5%) i Arumuni (0,5%).
97,5% mieszkańców mających ponad 10 lat jest piśmienna.